# Ножан-ле-Ротру (округ)
Округ Ножан-ле-Ротру (фр. Arrondissement de Nogent-le-Rotrou) — округ у Франції, в департаменті Ер і Луар. 2023 року округ об'єднував 48 муніципалітетів, населення становило 35 073 особи.
Адміністративний центр (супрефектура) — Ножан-ле-Ротру.

## Муніципалітети
Список муніципалітетів округу та їхні коди INSEE:
1. Аппонвільє (28192)
2. Аржанвільє (28010)
3. Арсісс (28236)
4. Беломер-Геувіль (28033)
5. Бетонвільє (28038)
6. Бомон-лез-Отель (28031)
7. Вішер (28407)
8. Вопійон (28401)
9. Комбр (28105)
10. Кудре-о-Перш (28111)
11. Ла-Базош-Гуе (28027)
12. Ла-Годен (28175)
13. Ла-Круа-дю-Перш (28119)
14. Ла-Луп (28214)
15. Ле-Корве-лез-Ії (28109)
16. Ле-Тьєлен (28385)
17. Лез-Етіє (28144)
18. Лез-Отель-Вільвійон (28016)
19. Люїньї (28219)
20. Ману (28232)
21. Мароль-ле-Бюї (28237)
22. М'єрмень (28252)
23. Монландон (28265)
24. Монтіньї-ле-Шартіф (28261)
25. Монтіро (28264)
26. Мосе (28240)
27. Мулар (28273)
28. Ножан-ле-Ротру (28280)
29. Нонвільє-Грану (28282)
30. Отон-дю-Перш (28018)
31. Сен-Боме (28327)
32. Сен-Віктор-де-Бютон (28362)
33. Сен-Жан-П'єрр-Фікст (28342)
34. Сен-Морис-Сен-Жермен (28354)
35. Сент-Еліф (28335)
36. Сентіньї (28331)
37. Суансе-о-Перш (28378)
38. Тірон-Гарде (28387)
39. Тризе-Кутрето-Сен-Серж (28395)
40. Фонтен-Сімон (28156)
41. Фразе (28161)
42. Фріез (28166)
43. Шампронд-ан-Гатін (28071)
44. Шампронд-ан-Перше (28072)
45. Шапель-Гійом (28078)
46. Шапель-Руаяль (28079)
47. Шарбоньєр (28080)
48. Шассан (28086)